# 長葉木薑子双羽爪節蜱
長葉木薑子双羽爪節蜱（学名：Diptacus acuminatus）为双羽爪節蜱科双羽爪節蜱屬下的一个种。